# Eugenia Charles

Mary Eugenia Charles in gesprek met onder anderen Ronald Reagan

Mary Eugenia Charles (Pointe Michel, 15 mei 1919 – Fort-de-France (Martinique), 6 september 2005) was van 1980 tot 1995 premier van Dominica.
In de jaren 60 was ze werkzaam als advocaat en begon ze een campagne voor persvrijheid in het toenmalige Britse autonome gebiedsdeel Dominica. In 1970 richtte ze de Dominica Freedom Party (DFP) op. Kort daarop werd ze voor de DFP in het parlement gekozen en leidde ze de oppositie, eerst tegen premier Edward LeBlance en daarna tegen premier Patrick John.
Charles werd in 1980, anderhalf jaar na de onafhankelijkheid, tot premier van Dominica gekozen. Hiermee werd ze de eerste vrouwelijke premier in het Caraïbisch gebied. Ze bleef tot 1995 premier. Van 1980 tot 1990 was mevrouw Charles tevens minister van Buitenlandse Zaken.
In december 1980 riep premier Charles de noodtoestand uit toen bleek dat oud-premier Patrick John en legercommandant Frederick Newton een staatsgreep zouden voorbereiden. In april 1981 werden in New Orleans Amerikaanse en Canadese extreemrechtse huurlingen aangehouden, zij waren van plan het eiland Dominica binnen te vallen en oud-premier John in zijn macht te herstellen. Pas nadat de rust in Dominica was teruggekeerd werd de noodtoestand opgeheven.
Tijdens haar voorzitterschap van de Organisatie van Oost-Caribische Staten (OECS) verscheen ze in 1983 samen met Ronald Reagan op de TV om duidelijk te maken dat ze de Amerikanen steunde bij hun besluit om Grenada binnen te vallen. Onder andere door haar standvastigheid in deze Grenada-zaak kreeg ze de bijnaam "Iron Lady of the Caribbean" (met een verwijzing naar de bijnaam "Iron Lady" voor Margaret Thatcher).
Charles voerde tijdens haar bewind een aantal belangrijke hervormingen door, onder andere op het gebied van het sociaal welzijn en er werd een anti-corruptiecampagne gestart.
In 1995 trad ze terug nadat ze de verkiezingen had verloren.
Eugenia Charles werd in 1992 in de niet-erfelijke adel verheven (dame).
Op 30 augustus 2005 werd ze opgenomen in een ziekenhuis voor een heupoperatie maar een week later op 6 september stierf ze op 86-jarige leeftijd aan de complicaties van die operatie.